# El otro lado de la cama (musical)
El otro lado de la cama es un espectáculo de teatro musical español, adaptación para los escenarios de la película homónima. Ha conocido adaptaciones en otros países.

## Argumento
Comedia de enredo, en la que aprovechando las escaramuzas y líos amorosos de dos parejas, se introduce un repertorio musical en el que se hace repaso de la edad dorada del pop español, sobre todo la década de 1980.

## Producciones
- Teatro Amaya, Madrid. 16 de septiembre de 2004. Estreno
  - Dirección:  Josep María Mestres.
  - Dirección musical: Coque Malla.
  - Coreografía: Marta Carrasco.
  - Intérpretes: Lucía Jiménez, Raúl Peña, Diana Lázaro y Coté Soler.

- Teatro Quevedo, Madrid. 2014. Reestreno.[2][3]
  - Dirección: José Manuel Pardo.
  - Intérpretes: Mónica Aragón, Álex Casademunt, José Ramón Pardo, Cristina Mediero, Noelia Miras, Andrés Arenas, Malu Carranza.

- 'Teatro Apolo', Buenos Aires, (7 de enero de 2016). Estreno de adaptación para Argentina con temas musicales del país.[4]
  - Dirección: Manuel González Gil.
  - Producción: Javier Faroni.
  - Coordinación musical: Martín Bianchedi.
  - Coreografía: Rubén Cuello.
  - Intérpretes: Nicolás Vázquez, Gimena Accardi, Benjamín Rojas, Sofía Pachano, Sofía González Gil y Francisco Ruiz Barlett.